# Saint-Laurent-Médoc
 Saint-Laurent-Médoc  es una población y comuna francesa, situada en la región de Aquitania, departamento de Gironda, en el distrito de Lesparre-Médoc y cantón de Saint-Laurent-Médoc.

## Demografía
| 1920 | 2034 | 2063 | 2896 | 3338 | 3366 |
| Para los censos de 1962 a 1999 la población legal corresponde a la población sin duplicidades (Fuente: INSEE [Consultar]) |      |      |      |      |      |